# Culicoides duartei
Culicoides duartei är en tvåvingeart som beskrevs av Tavares och Dias 1980. Culicoides duartei ingår i släktet Culicoides och familjen svidknott. Inga underarter finns listade i Catalogue of Life.